# Santo Estêvão de Bastuço

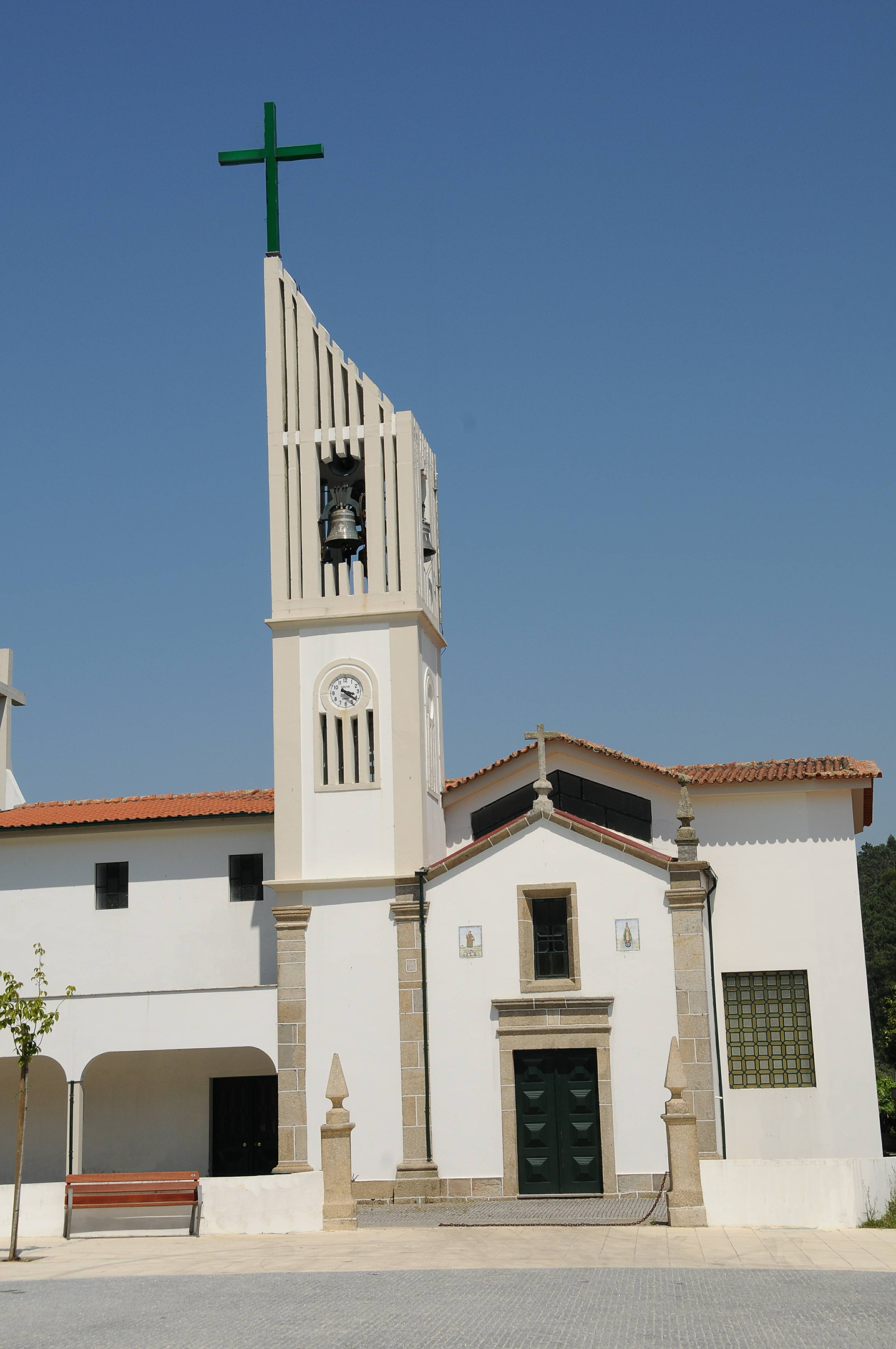
Igreja de Santo Estêvão de Bastuço

Santo Estêvão de Bastuço (oficialmente: Bastuço (Santo Estêvão)) foi uma freguesia portuguesa do município de Barcelos, com 2,11 km² de área e 460 habitantes (2011). Densidade: 218 hab/km².
Foi extinta em 2013, no âmbito de uma reforma administrativa nacional, tendo sido agregada às freguesias de São João de Bastuço e Sequeade, para formar uma nova freguesia denominada União das Freguesias de Sequeade e Bastuço (São João e Santo Estêvão) com sede em Sequeade.
| População da freguesia de Bastuço (Santo Estêvão) (1864 – 2011) | População da freguesia de Bastuço (Santo Estêvão) (1864 – 2011) | População da freguesia de Bastuço (Santo Estêvão) (1864 – 2011) | População da freguesia de Bastuço (Santo Estêvão) (1864 – 2011) | População da freguesia de Bastuço (Santo Estêvão) (1864 – 2011) | População da freguesia de Bastuço (Santo Estêvão) (1864 – 2011) | População da freguesia de Bastuço (Santo Estêvão) (1864 – 2011) | População da freguesia de Bastuço (Santo Estêvão) (1864 – 2011) | População da freguesia de Bastuço (Santo Estêvão) (1864 – 2011) | População da freguesia de Bastuço (Santo Estêvão) (1864 – 2011) | População da freguesia de Bastuço (Santo Estêvão) (1864 – 2011) | População da freguesia de Bastuço (Santo Estêvão) (1864 – 2011) | População da freguesia de Bastuço (Santo Estêvão) (1864 – 2011) | População da freguesia de Bastuço (Santo Estêvão) (1864 – 2011) | População da freguesia de Bastuço (Santo Estêvão) (1864 – 2011) |
| --------------------------------------------------------------- | --------------------------------------------------------------- | --------------------------------------------------------------- | --------------------------------------------------------------- | --------------------------------------------------------------- | --------------------------------------------------------------- | --------------------------------------------------------------- | --------------------------------------------------------------- | --------------------------------------------------------------- | --------------------------------------------------------------- | --------------------------------------------------------------- | --------------------------------------------------------------- | --------------------------------------------------------------- | --------------------------------------------------------------- | --------------------------------------------------------------- |
| 1864                                                            | 1878                                                            | 1890                                                            | 1900                                                            | 1911                                                            | 1920                                                            | 1930                                                            | 1940                                                            | 1950                                                            | 1960                                                            | 1970                                                            | 1981                                                            | 1991                                                            | 2001                                                            | 2011                                                            |
| 261                                                             | 466                                                             | 462                                                             | 473                                                             | 269                                                             | 249                                                             | 338                                                             | 345                                                             | 389                                                             | 386                                                             | 436                                                             | 477                                                             | 490                                                             | 456                                                             | 460                                                             |

No censo de 1878 tinha anexada a freguesia de Bastuço (S. João). Nos censos de 1890 e 1900 figura como Bastuço (Santo Estêvão e S. João).

## Património
Cruzeiro de Agrela